# Liste d'espèces d'oiseaux décrites entre 2011 et 2015
De nouvelles espèces vivantes sont régulièrement définies chaque année.

L'apparition d'une nouvelle espèce dans la nomenclature peut se faire de trois manières principales :
- découverte dans la nature d'une espèce totalement différente de ce qui est connu jusqu'alors,
- nouvelle interprétation d'une espèce connue qui s'avère en réalité être composée de plusieurs espèces proches mais cependant bien distinctes. Ce mode d'apparition d'espèce est en augmentation depuis qu'il est possible d'analyser très finement le génome par des méthodes d'étude et de comparaison des ADN, ces méthodes aboutissant par ailleurs à des remaniements de la classification par une meilleure compréhension de la parenté des taxons (phylogénie). Pour ce type de création de nouvelles espèces, deux circonstances sont possibles : soit une sous-espèce déjà définie est élevée au statut d'espèce, auquel cas le nom, l'auteur et la date sont conservés, soit il est nécessaire de donner un nouveau nom à une partie de la population de l'ancienne espèce,
- découverte d'une nouvelle espèce par l'étude plus approfondie des spécimens conservés dans les musées et les collections.

Ces trois circonstances ont en commun d'être soumises au problème du nombre de spécialistes mondiaux compétents capables de reconnaître le caractère nouveau d'un spécimen. C'est une des raisons pour lesquelles le nombre d'espèces nouvelles chaque année, dans une catégorie taxinomique donnée, est à peu près constant. 
Pour bien préciser le nom complet d'une espèce, le (ou les) auteur(s) de la description doivent être indiqués à la suite du nom scientifique, ainsi que l'année de parution dans la publication scientifique. Le nom donné dans la description initiale d'une espèce est appelé le basionyme. Ce nom peut être amené à changer par la suite pour différentes raisons.
Dans la mesure du possible, ce sont les noms actuellement valides qui sont indiqués, ainsi que les découvreurs, les pays d'origine et les publications dans lesquelles les descriptions ont été faites.

## 2011

### Espèces découvertes en 2011
- Puffin de Bryan : Puffinus bryani Pyle, Welch & Fleischer, 2011

### Espèces décrites en 2011
- Râle des Tsingy : Canirallus beankaensis (Goodman, Raherilalao & Block, 2011)
- Merle de Sanchez : Turdus sanchezorum O'Neill, Lane, and Naka, 2011

## 2012

### Espèces décrites en 2012
- Grallaire de Whittaker : Hylopezus whittakeri Carneiro et al., 2012
- Thryophilus sernai
- Capito fitzpatricki
- Pipilo naufragus
- Cinclodes espinhacensis, devenue une sous-espèce de Cinclodes pabsti l'année suivante
- Ninox leventisi
- Ninox rumseyi

## 2013

### Espèces décrites en 2013
- Otus jolandae
- Oceanites pincoyae
- Thripophaga amacurensis
- Colaptes oceanicus
- Tyto almae
- Scytalopus gettyae
- Couturière du Cambodge : Orthotomus chaktomuk Mahood et al., 2013